# Ernst Stutz
Ernst Stutz (* 28. Juli 1868 in Marten; † 22. August 1940 in Berlin) war ein deutscher Bergingenieur und Bergbau-Manager sowie im Ersten Weltkrieg Reichskommissar für die Kohlenverteilung.

## Leben
Als Sohn des Bergingenieurs und Kokereibesitzers Ernst Stutz und dessen Ehefrau Maria Stutz geb. Müllensiefen aus Crengeldanz besuchte er das Realgymnasium in Lippstadt, in Witten und das Archigymnasium Soest. Nach dem Abitur studierte er zunächst an der  Rheinischen Friedrich-Wilhelms-Universität Bonn. 1890 wurde er im Corps Hansea Bonn aktiv. Als Inaktiver wechselte er an die Bergakademie Berlin und die Technische Hochschule Aachen. Er bestand 1893 das erste Staatsexamen am Oberbergamt Bonn und wurde zum Bergreferendar ernannt.
Danach reiste er für fünf Monate zu Studienzwecken in die USA. Anschließend arbeitete er als Referendar bei der staatlichen Bergbauverwaltung in Saarbrücken, in Oberschlesien, im Harz, in Dillenburg, Aachen, Halle (Saale), Witten und Dortmund. Im Jahre 1897 bestand er das zweite Staatsexamen und wurde zum Bergassessor ernannt. Danach erfolgte von 1887 bis 1898 eine kaufmännische Ausbildung bei der Essener Credit-Anstalt. Ab 1898 arbeitete er wiederum als Bergassessor in Witten und Gelsenkirchen.
Am 1. März 1898 heiratete er in Dortmund Valesca Hallermann, eine Tochter des Dortmunder Augenarztes August Hallermann und dessen Ehefrau Meta Hallermann geb. Eulenberg. Aus der Ehe gingen sechs Kinder hervor.
Als Kommissar des Ruhrbergbaus wirkte er beim Bergbauverein vom 1. Januar 1901 bis zum 31. März 1903. Danach ging er 1903 bis Ende 1904 nach Sulzbach/Saar, wo er als Königlicher Berginspektor arbeitete. Anschließend wurde er bis zum 31. März 1911 in Zabrze (Oberschlesien) als Leiter des fiskalischen Handelsbüros bei der Königlichen Bergwerksdirektion eingesetzt.
Es folgte bis zum 15. Juni 1915 eine Tätigkeit als Werksdirektor der Grube Luisenthal im Bereich der Königlichen Berginspektion II. Ab 1915 übernahm er die Leitung der Kriegskohlengesellschaft AG in Berlin, wo er die Rohstoffversorgung im Bereich der Kohlenverteilung im Ersten Weltkrieg sicherstellen sollte. Diese Tätigkeit endete 1923.
Am 22. Juni 1917 wurde er (als Nachfolger des Geheimen Oberbergrats Fuchs, der die neu geschaffene Stellung am 1. März 1917 angetreten hatte) zum Reichskommissar für die Kohlenverteilung ernannt, der im Fachbereich des Reichswirtschaftsamts diesbezügliche Aufgaben ausführte. Ab dem 1. Oktober 1919 übernahm er den Posten des Vorsitzenden des Vorstands im Reichskohlenverband. 
Stutz wurde von der Industrie als Fachmann respektiert. Er verzichtete auf einschneidende staatliche Interventionen und signalisierte damit, keine dauerhaften potentiell sozialisierungsverdächtigen Ziele zu verfolgen.
Im Januar 1923 verlieh ihm die Technische Hochschule Berlin die Ehrendoktorwürde (als Dr.-Ing. E. h.). Ab 1934 bis zu seiner Pensionierung im Jahr 1936 war er als Reichsbeauftragter der Überwachungsstelle für Kohle und Salz tätig. Zu diesem Zeitpunkt wohnte er in Berlin-Grunewald im Haus Jagowstraße 4.
Nach seinem Ausscheiden wechselte er 1936 in die Leitung des Rheinisch-Westfälischen Kohlen-Syndikats.
Ernst Stutz starb am 22. August 1940 im Alter von 72 Jahren in Berlin. Die Beisetzung fand am 26. August auf dem Waldfriedhof Dahlem statt.

## Dienstränge
- Anfang 1905: Königlicher Bergwerksdirektor
- Januar 1910: Königlicher Bergrat
- April 1917: Oberbergrat
- Juli 1917: Geheimer Bergrat

## Auszeichnungen (Auswahl)
- preußisches Eisernes Kreuz am weißen Bande II. Klasse
- bayerischer Verdienstorden vom Heiligen Michael, Ritter II. Klasse
- württembergischer Friedrichs-Orden, Ritter II. Klasse